# Csővár
Csővár es un pueblo húngaro perteneciente al distrito de Vác, condado de Pest.

## Superficie
Cuenta con una superficie de 17,17 km².

## Demografía
Hasta 2024 la población era de 617 habitantes, con una densidad de población de 35,93 hab/km².
| Gráfica de evolución demográfica de Csővár entre 2020 y 2024 |
|                                                              |
| Datos según la Oficina Central de Estadística de Hungría.    |